# Golborne
Golborne est un borough de la métropole de Wigan dans le Grand Manchester.

## Personnalité liées
- Thomas Billington (1958-2018), catcheur connu sous le nom de Dynamite Kid ;
- Johnny Hart (1928-2018), joueur de football ;
- Paul Hart (1953-), joueur de football et fils de Johnny Hart ;
- Billy Hibbert (en) (1884–1949), joueur de football ;
- Peter Kane (1918–1991), forgeron et boxeur professionnel ;
- Bert Llewellyn (en) (1939–2016), joueur de football ;
- Philip McGinley (en) (1981-), acteur ;
- Jimmy Pennington (en) (1939-), joueur de football ;
- Jack Rigby (en) (1924–1997), joueur de football ;
- Brian Simpson (1953-), homme politique ;
- Davey Boy Smith (1963-2002), catcheur connu sous le nom de The British Bulldog ;
- Danny Tickle (en), (1983-), joueur de rugby à XV.